# ヌイ環礁
ヌイ環礁（ヌイかんしょう、Nui）は、ツバルの環礁で、同国に9つある地区のひとつ。面積3.37km2、2002年国勢調査時の人口は548人。

## 地理
フェヌア・タプ島（Fenua Tapu）、メアン島（Meang）、モトゥプアカカ島（Motupuakaka）、パカントウ島（Pakantou）、ピリアイエヴェ島（Piliaieve）、ポンガレイ島（Pongalei）、タラロラエ島（Talalolae）、トキニヴァエ島（Tokinivae）、ウニマイ島（Unimai）とその他12島の計21島から成る。このうち最大の島は南端かつ東端に位置するフェヌア・タプ島（1.38平方キロ）で、西の島嶼で最大のメアン島、トキニヴァエ島、ポンガレイ島、タラロラエ島、パカントウ島、ウニマイ島、ピリアイエヴェ島、モトゥプアカカ島と続く。最も人口が多い島もフェヌア・タプ島で、フェヌア・タプとタンラケの2村がある。

## 歴史・文化
祖先はキリバスのギルバート諸島から渡ってきたと考えられており、住民は今もツバル語のほかにキリバス語を話す。1568年にスペイン人航海士アルバロ・デ・メンダーニャ・デ・ネイラによって発見され、ヘスス島（Isla de Jesús、「ヘスス」とはイエス・キリストのこと）と名づけられた。

## 出身有名人
- イアコバ・イタレリ - 政治家、元ツバル総督。